# Смертная казнь в Азербайджане
В данной статье рассказывается об особенностях применения смертной казни в Азербайджане.

## Период  АДР
Смертная казнь была введена в 1918 году как исключительная мера наказания. В январе 1920 года она была отменена. 

## Период Азербайджанской ССР
Уголовным кодексом Азербайджанской ССР 1922 года вновь была введена смертная казнь. С 1947 по 1950 год смертная казнь была заменена наказанием в виде 25 лет лишения свободы. С 1950 по 1998 год смертная казнь оставалась в законодательстве как высшая мера наказания. Первоначально она применялась за измену родине, шпионаж и диверсии. В 1954 году к этому списку было добавлено умышленное убийство при отягчающих обстоятельствах.
В 1958 году был утвержден новый перечень шести видов тяжких преступлений, за которые полагается смертная казнь: измена родине, шпионаж, диверсии, терроризм, бандитизм, умышленное убийство при отягчающих обстоятельствах.
В третьем уголовном кодексе Азербайджанской ССР, принятом 8 декабря 1960 года, предусматривалась высшая мера наказания за следующие преступления: измена Родине (ст. 57, ч. 1), шпионаж (ст. 58), террористический акт (ст. 59, ч. 1), террористический акт против представителя иностранного государства (ст. 60, ч. 1), диверсия (ст. 61), организационная деятельность, направленная к совершению особо опасных преступлений, а равно участие в антисоветской организации (ст. 65 — через статьи 57-61), особо опасные государственные преступления, совершенные против другого государства трудящихся (ст. 66 — через статьи 57-65), бандитизм (ст. 70), действия, дезорганизующие работу исправительно-трудовых учреждений (ст. 70-1), уклонение от призыва по мобилизации (ст. 74, ч. 2), изготовление или сбыт поддельных денег или ценных бумаг (ст. 80, ч. 2), нарушение правил о валютных операциях (ст. 81, ч. 2), хищение государственного или общественного имущества в особо крупных размерах (ст. 88-1), умышленное убийство при отягчающих обстоятельствах (ст. 94), изнасилование (ст. 109, ч. 3), получение взятки (ст. 170, ч. 2), посягательство на жизнь работника милиции или народного дружинника (ст. 191-1), неповиновение начальнику (ст. 233 «в»), сопротивление начальнику или принуждение его к нарушению служебных обязанностей (ст. 235 «в»), насильственные действия в отношении начальника (ст. 237 «б»), дезертирство (ст. 242 «б», «г»), самовольное оставление части в военной обстановке (ст. 243), уклонение от воинской службы путём членовредительства или иным способом (ст. 244 «б»), умышленное уничтожение или повреждение военного имущества (ст. 246 «в»), нарушение уставных правил караульной службы (ст. 250 «е»), нарушение правил несения боевого дежурства (ст. 252 «г»), злоупотребление властью, превышение власти и халатное отношение к службе (ст. 255 «в»), сдача или оставление противнику средств ведения боя (ст. 256), оставление погибающего военного корабля (ст. 257 «б»), самовольное оставление поля сражения или отказ действовать оружием (ст. 258), добровольная сдача в плен (ст. 259), мародерство (ст. 261), насилие над населением в районе военных действий (ст. 262).

## Современный период
Сопровождавшая период перестройки и обретения независимости острая политическая борьба привела к тому, что в уголовный кодекс были введены новые статьи, предусматривающие смертную казнь в качестве наказания за политические преступления: использование Вооруженных Сил Азербайджанской Республики и иных предусмотренных законодательством Азербайджанской Республики вооруженных формирований против азербайджанского народа или конституционных государственных органов (ст. 57-1, ч. 2) — введена 22 июля 1992 года; создание не предусмотренных законодательством вооруженных формирований и групп (ст. 70-2, ч. 3) — введена 17 января 1992 года; угон или захват железнодорожного поезда, воздушного, морского или речного судна, равно как захват вокзала, аэродрома, порта или иного транспортного предприятия, учреждения, организации, а также захват грузов, не преследующий цели их хищения (ст. 212-2, ч. 3) — введена 2 апреля 1992 года; терроризм (ст. 212-3) — введена 21 октября 1994 года.
Право выносить смертные приговоры имели 3 суда — Верховный Суд, Бакинский Городской Суд и Верховный Суд Нахичеванской Автономной Республики. В дальнейшем, в военный период, это право было распространено даже на гарнизонные трибуналы. Известен случай, когда в 1994 году азербайджанский гражданин был осужден на азербайджанской территории к расстрелу Военным Трибуналом Закавказской Группы Войск России за убийство российского офицера на территории российской базы в азербайджанском г. Габала.

## Исполнение смертных приговоров
По данным директора Азербайджанского НИИ проблем судебной экспертизы, криминалистики и криминологии Ильгама Рагимова, за последние 20 лет Азербайджанской ССР (1971—1991) в Азербайджане ими было вынесено более 400 смертных приговоров, т.е. в среднем 20 приговоров в год.
Период перестройки (1985—1990 гг.), казалось бы, подвел к отмене смертной казни в Азербайджане. Согласно статистике, в 1980 году были приговорены к высшей мере наказания 34 человека, в 1981 году — 30, в 1982 году — 27, в 1983 году — 26, в 1984 году — 16, в 1985 году — 15, в 1986 году - 17, в 1987 году — 11, в 1988 году — 6, в 1989 году — 3, в 1990 году — 3. Примерно такой же была статистика исполнения приговоров: в 1988 году — в отношении 5 лиц, в 1989 году — 6, в 1990 году — 3, в 1991 году никого ни казнили.
Однако, вопреки заявлениям о гуманизации правоохранительной системы после распада СССР, статистика периода независимости показывает неуклонный рост числа приговоров к смертной казни, которая становится все менее «исключительной» мерой наказания. Так, в 1991 году были приговорены к расстрелу 18 человек, в 1992 году — 27, в 1993 году — 22, в 1994 году — 23, в 1995 году — 30, в 1996 году — 39, в 1997 году — 23, с 1 января по 10 февраля 1998 года — 6.
Восстановилось и исполнение смертных приговоров. В 1992 году был казнен 1 осуждённый и ещё один приговорённый к расстрелу осуждённый умер, не дождавшись исполнения приговора. В 1993 году были расстреляны 8 человек, ещё 1 умер до казни. 
Лишь введение неофициального моратория на смертную казнь в июне 1993 года предотвратило дальнейшее применение смертной казни. Если в 1989—94 годы в Азербайджане не был вынесен ни один смертный приговор по политическим мотивам (если не считать приговоров армянским партизанам-сепаратистам), то начиная с 1995 года, удельный вес смертных приговоров, вынесенных по политическим статьям, превысил четверть от общего числа. Смертный приговор стал орудием политической мести и использовался для запугивания радикальной оппозиции.

## Содержание приговорённых к смертной казни
Единственным местом, где содержались приговоренные к исключительной мере наказания — расстрелу — являлась Баиловская тюрьма, официально называемая «Следственный изолятор № 1», которая начала использоваться как место заключения с 1888 года. После того, как в 1922 году была восстановлена смертная казнь, в 1923 году был введен в эксплуатацию корпус № 5 тюрьмы, где находились камеры смертников и расстрельный подвал.
В поздний период Советской власти в год приговаривали к расстрелу в среднем 20 человек (не более 34), которые обычно не задерживались в очереди на расстрел более 9 месяцев, которые уходили на рассмотрение их дел в Азербайджане и в Москве. Видимо, исходя из этого расчета в корпусе №5 были устроены 9 одиночных и 6 двухместных камер с порядковыми номерами от 118 до 132. Впоследствии, наварив второй ярус в камерах-одиночках, их тоже переделали в двухместные. Ввиду скученности заключенных, под 8-местную камеру № 133 переделали и одно из банно-туалетных помещений, а заключенных стали мыть в служебном туалете.
Иногда для содержания заключенных использовали также кладовку (каптёрку), которую при этом условно называли «камерой № 117». Сейчас из неё сделали коридор в прогулочный дворик. Внутри здания, по обе стороны 20-метрового коридора располагались старшинская комната, камеры, а также вход в расстрельное помещение. 
По левую сторону коридора располагаются камеры относительно маленького размера (с № 118 по № 124) и большая камера № 133, окна которых выходят на двор тюрьмы. По правую сторону, параллельно внешнему забору, располагаются более «комфортные» камеры (с № 125 по № 132) с окнами в сторону забора. В 2004 году по настоянию Европейского комитета по предупреждению пыток некоторые из камер объединили с соседними, уменьшив их количество, и изменили планировку.
В самом конце коридора, справа, по соседству с камерой № 125, расположена дверь, ведущая в расстрельный подвал.
В сентябре 1994 года на непродолжительное время часть наиболее больных и слабых заключенных была переведена в три приспособленные для этого большие камеры шестого корпуса («малолетки»), отличавшиеся намного лучшими условиями. Впоследствии к этой идее вернулись в 1997 году. 
Приговорённым к смертной казни не полагались прогулки. Лишь после отмены смертной казни в 1998 году в корпусе были построены прогулочные дворики. К этому моменту в 16 камерах корпуса № 5 и трех камерах корпуса № 6 Баиловской тюрьмы содержалось 128 человек. Они были перегружены в среднем в 3-3,5 раза. Это спровоцировало высокую смертность от болезней, передаваемых от больных заключенных, которых содержали вместе со здоровыми и не переводили в больницу.
Питание заключенных «пятого корпуса», если не считать времен «пресса», было таким же, как у остальных осуждённых. Пища в тюрьме готовилась на тюремной кухне, обслуживаемой заключенными, и разносилась по камерам три раза в день. Обычный рацион — суп, перловая каша, чай, на день — буханка белого хлеба весом 650 г. Осуждённым к смертной казни законодательно разрешались ежемесячные передачи и свидания. Однако, но на практике разрешение зависело от начальника тюрьмы.
Баиловская тюрьма, в том числе и «пятый корпус», изначально находилась в ведении Министерства внутренних дел как органа, вёдшего следствие и ответственного за исполнение смертных приговоров. Лишь через полтора года после отмены смертной казни, в октябре 1999 года указом президента состоялась передача Баиловской тюрьмы из МВД в ведение Министерства юстиции.
С отменой смертной казни и заменой её пожизненным заключением большинство осуждённых к смертной казни в три этапа — 26, 27 и 29 марта 1998 года было переведено в Гобустанскую тюрьму. 
Часть осуждённых, которым смертная казнь была заменена пожизненным заключением, в том числе несколько известных политических заключенных, были оставлены в «пятом корпусе», и их статус на некоторое время стал неопределённым. 
К моменту отмены смертной казни 5-й корпус насчитывал 15 двухместных и одну 8-местную камеру, предельная вместимость которых составляла 38 человек. Периодически пожизненных заключенных отправляли в Гобустанскую тюрьму, и их количество постоянно колебалось между 31-38. Среди них были политические заключенные из числа членов предыдущего правительства, которых более тщательно изолировали. 
Утром 5 января 2001 года последние осуждённые к пожизненному лишению свободы в обстановке секретности были переведены в Гобустанскую тюрьму.
Впоследствии корпус № 5 являлся следственным. Здесь содержались те подследственные, которым могло быть назначено пожизненное заключение и кто поэтому мог считаться особо опасным преступником. Здесь же содержали осуждённых к пожизненному лишению свободы, ожидающих пересмотра дела или допрашиваемых в качестве свидетелей. 
В июле 2009 года Баиловскую тюрьму, включая указанный корпус, разрушили.

## Отмена смертной казни
Вступив в марте 1992 года в ООН, Азербайджан в том же году присоединился к Международному пакту о гражданских и политических правах (1966), статья 6 которого декларирует право на жизнь. В апреле 2002 года в Азербайджане вступил в силу отменяющий смертную казнь Протокол № 6 к Европейской Конвенции о защите прав человека и основных свобод.
На фоне таких явлений, как фактический мораторий на исполнение смертных казней, исключение смертной казни из большинства статей Уголовного Кодекса, помилование приговоренных к смертной казни, рост числа смертных приговоров и существование этого вида наказания не вписывались в курс страны, с 1996 года стремившейся вступить в Совет Европы, где одним из требований была отмена смертной казни.
В конце концов, отмена смертной казни стала реальностью. Но насколько популярным было это решение? Опросы общественного мнения убеждали, что, если бы в стране был проведен референдум по этому вопросу, едва ли это явилось бы возможным.
Так, согласно опросу общественного мнения, проведённому в Азербайджане в 1993 году (год прекращения исполнения смертных приговоров) НИИ проблем судебно-медицинской экспертизы, криминалистики и криминологии, 81,8 % населения выступали за сохранение смертной казни. Интересно, что доля гуманистов среди опрошенных сотрудников правоохранительных органов оказалась существенно большей — за сохранение смертной казни среди них выступило 66,8 %.
Спустя год, из опроса 130 респондентов в Баку, проведённого социологическим агентством «Дина» Бакинского клуба молодежи, выяснилось, что 80,7 % опрошенных считали смертную казнь наиболее эффективной мерой наказания и предупреждения преступности, 17,6 % придерживались противоположного мнения и 1,7 % затруднились с ответом. При этом, 23,1 % считали невозможной ошибку при вынесении смертного приговора, 61,5 % допускали такую возможность и 14 % затруднились с ответом. 86,1 % опрошенных считали, что смертью должны караться самые тяжелые преступления, 5,4 % не считали возможной казнь ни за какие преступления, 8,5 % затруднились с ответом.
За смертную казнь выступили 61 % мужчин и 36,5 % женщин. Среди возрастных категорий наибольшими сторонниками смертной казни являлись люди в возрасте 50 лет и старше — 65,2 %, наименее она популярна у молодежи 16-25 лет — 45,1 %. Среди социальных групп за сохранение смертной казни выступали 84,6 % военнослужащих и 61,5 % пенсионеров. Против смертной казни выступали 83,3 % предпринимателей, 50 % учащейся молодежи и 62,5 % домохозяек.
Однако, те же опросы демонстрируют и гибкость общественного сознания, где значительная часть людей, в силу особенностей менталитета, была готова воспринять и противоречащее их убеждениям решение, если оно идет сверху, от властей.
Что же думали респонденты этих опросов об альтернативе смертной казни?
В 1993 г. замену смертной казни лишением свободы посчитали возможной 51,2 % респондентов, причем из этого числа 31,2 % считали достаточным срок до 15 лет, 29,8 % — от 15 до 25 лет, 39 % выступили за пожизненное заключение.
Что касается замены смертной казни в Азербайджане пожизненным заключением, то в начале 1995 года за это выступали 12,3 %, считающих, что это нужно сделать как можно скорее, и 33,8 % считающих, что этого не надо делать в ближайшие 5-10 лет. 47,6 % респондентов выступили против такой замены (59,7 % среди мужчин и 34,9 % среди женщин), 6,83 % затруднились с ответом.
Такой была картина на момент заявки страны на членство в Совете Европы, которое было главным стимулом и аргументом при отмене смертной казни в 1998 году.
Последовательные противники смертной казни и в Азербайджане были в меньшинстве (менее 20 %). Однако при этом, видимо, было некое раздвоение мнений между личной поддержкой этого вида наказания «в принципе» и готовностью принять отмену смертной казни (например, в интересах общества) с заменой на длительное или пожизненное заключение. Разница в цифрах существенная и составляет 80,7-81,8 % и 46,1-51,2 % соответственно. Ещё некоторое количество респондентов (7-14 %) не определились со своей позицией в отношении смертной казни и соответственно, были готовы принять любое решение проблемы.
С учётом непопулярности полной отмены смертной казни, этот процесс происходил в несколько этапов.
Начиная с периода перестройки, законотворчество пошло по пути либерализации экономической деятельности и, соответственно, смягчения наказания за экономические преступления. Законом от 27 января 1993 года была целиком исключена статья 81, высшая мера наказания была исключена из ст. 80 и 170. Тем же законом была отменена и уже неактуальная «политическая» статья 66.
21 октября 1994 года была отменена смертная казнь для женщин. Согласно ст. 22 Уголовного кодекса, смертные приговоры не выносились в отношении женщин, находившихся в состоянии беременности во время совершения преступления или к моменту вынесения приговора. Женщины, находившиеся в состоянии беременности к моменту исполнения приговора, также не могли быть расстреляны. 
К тому же, по словам юриста парламента А. Атакишиева, к моменту отмены высшая мера наказания не применялась к женщинам в Азербайджане в течение 50 лет.
В дальнейшем, право на жизнь было законодательно закреплено в Конституции 1995 года, где статьёй 27 было установлено, что «в качестве исключительной меры наказания смертная казнь вплоть до её полной отмены может устанавливаться только за особо тяжкие преступления против государства, против жизни и здоровья человека».
Во исполнение указанной статьи Конституции, законом от 29 мая 1996 года смертная казнь была исключена как мера наказания из 18 статей Уголовного Кодекса, предусматривавших это наказание: 70-1, 74, 88-1, 233, 235, 237, 242, 243, 244, 246, 250, 252, 256, 257, 258, 259, 261, 262, и ещё 3 статьи — 60, 65, 191-1 были исключены из УК полностью. При этом три последние статьи были дублирующими, поэтому статья 60 была объединена со ст. 59, 65-я — со ст. 57, 191-1-я — со ст. 94 ч.3 .
В то же время была принята законодательная инициатива президента о неприменении смертной казни к мужчинам, достигнувшим к моменту совершения преступления 65 лет.
Таким образом, к моменту отмены смертной казни исключительная мера наказания предусматривалась лишь за преступления, предусмотренные 12 статьями Уголовного Кодекса: 57, 57-1, 58, 59, 61, 70, 70-2, 94, 109, 212-2, 212-3, 255.
22 января 1998 года Президент выступил с речью, в которой предложил отменить смертную казнь как вид наказания. Президент отметил, что на тот момент в Азербайджане насчитывалось 128 осуждённых к смертной казни, и предложил заменить им наказание на длительное лишение свободы.
30 января 1998 года в своем интервью, эту тему развил один из ведущих юристов страны, спикер парламента Муртуз Алескеров. Он, в частности, заявил о наличии соответствующего законопроекта, согласно которому, смертная казнь заменялась лишением свободы на 20-25 лет или пожизненным лишением свободы. Уже осужденным к расстрелу, наказание должны были заменить лишением свободы на срок в 20 лет. Как пояснил спикер, «пожизненное лишение свободы является новым видом наказания, и оно не может быть применено» к осуждённым к смертной казни.
Из этих высказываний видно, что первоначально планировалось использовать опыт Грузии. В Грузии смертную казнь отменили в 1997 году с заменой неисполненных смертных приговоров 20-летним лишением свободы. Однако к моменту представления на рассмотрение парламентом, законопроект претерпел изменения, в частности, в части альтернативы смертной казни. 3 февраля 1998 года Президент Гейдар Алиев обратился к Милли Меджлису с законодательной инициативой о полной отмене смертной казни. Высокое авторство инициативы сразу смягчило сердца даже тех, кто ещё совсем недавно активно отстаивал в парламенте и в прессе смертную казнь. Спустя неделю, 10 февраля 1998 года был принят исторический закон об отмене смертной казни.
Таким образом, с 1998 года максимальное наказание за преступления, которые ранее карались смертью, было заменено пожизненным заключением. Как и смертная казнь, оно не может быть применено к лицам, не достигшим к моменту совершения преступления 18 лет, а также к женщинам. В редакции Уголовного кодекса 1998 года выпало верхнее возрастное ограничение, которое ранее существовало для смертных приговоров. После введения нового УК 1 сентября 2000 года, верхнее возрастное ограничение для назначения пожизненного лишения свободы мужчинам установлено в 65 лет на момент вынесения приговора.

## Современное состояние вопроса
Законом от 10 февраля 1998 года из Уголовного Кодекса Азербайджанской Республики смертная казнь была исключена  с оговоркой (ч. VI): "В исключительных случаях, с принятием особого закона, возможно применение смертной казни во время войны или же при наличии опасности войны за тяжкие преступления". Смертная казнь также сохраняется в статье 27 ("Право на жизнь") Конституции страны: "III. Смертная казнь впредь до её полной отмены может устанавливаться законом в качестве исключительной меры наказания только за особо тяжкие преступления против государства, против жизни и здоровья человека".
Ратифицировав в 2002 году Европейскую Конвенцию о защите прав человека и основных свобод, Азербайджан отказался от ратификации Протокола №6 к ней, запрещающего применение смертной казни при любых обстоятельствах.

## Иная рекомендованная литература
1. Amnesty International. EUR 55/002/1997. Azerbaijan: Time to abolish the death penalty. London, 1997.
2. Международная Федерация Прав Человека, Правозащитный Центр Азербайджана. «Пытки и жестокое обращение в тюрьмах Азербайджана». Доклад международной исследовательской миссии. — Париж, 2007.
3. Penal Reform International. Life Imprisonment and Conditions of Serving the Sentence in the South Caucasus Countries. — London, 2009.